# Жыргалбек уулу, Кайрат
Кайрат Жыргалбек уулу (кирг. Кайрат Жыргалбек уулу; 13 июня 1993, Бишкек, Кыргызстан) — киргизский футболист, полузащитник клуба «Абдыш-Ата» и сборной Кыргызстана. Лучший футболист Кыргызстана 2018 и 2023 годов.

## Карьера

### Клубная карьера
В 2012—2014 годах выступал за «Абдыш-Ату».
В 2015 году перешёл в столичный «Дордой». В его составе принимал участие в розыгрышах Кубка АФК. 23 января 2018 забил единственный гол в ворота туркменского «Ахала». Чемпион (2018) и неоднократный призёр чемпионата Кыргызстана, обладатель Кубка Кыргызстана (2016, 2017, 2018). По итогам 2018 года был признан лучшим футболистом страны.

### Карьера в сборной
В составе сборной Кыргызстана до 23 лет участник Азиатских игр 2014 года (3 матча) и 2018 года (выступал в качестве одного из трёх игроков старше 23-х лет, 3 матча).
В национальной сборной Кыргызстана дебютировал 6 сентября 2013 года в товарищеском матче с Беларусью, заменив в перерыве Ильдара Амирова. Первый гол забил в своём восьмом матче, 5 сентября 2014 года в ворота Казахстана.
Принимал участие в Кубке Азии 2019 года, сыграл все 4 матча своей команды.

## Достижения
- Вице-чемпион Кыргызстана (3): 2014, 2015, 2016
- Обладатель кубка Кыргызстана (2): 2016, 2017
- Финалист Кубка Кыргызстана: 2023
- Лучший футболист Кыргызстана (2): 2018, 2023